# Bernardo Vital
Bernardo Maria Morais Cardoso Vital (Lisboa, 29 de diciembre del 2000) es un futbolista portugués que juega como defensa en el Jagiellonia Białystok de la Ekstraklasa polaca.

## Trayectoria
Nacido en Lisboa, se unió al fútbol base del G. D. Estoril Praia a los 14 años de edad, debutando con el primer equipo el 20 de septiembre de 2020 al entrar como suplente en los minutos finales de una derrota por 1-0 frente al Académica de Coimbra en la Liga Portugal 2. En lo que restaba de temporada disputa otros tres partidos y su equipo ascendió como campeón a la Primeira Liga.
Jugó su primer partido en la Primeira Liga el 7 de agosto de 2021 al partir como titular en una victoria por 2-0 frente al F. C. Arouca. En diciembre del mismo año renovó su contrato hasta 2025.
El 13 de agosto de 2024, tras haber jugado más de 70 partidos en la máxima categoría del fútbol portugués, fue traspasado al Real Zaragoza y firmó por dos temporadas. Tras la primera de ellas, donde jugó 35 partidos entre liga y copa, el 3 de julio de 2025 se anunció su traspaso al Jagiellonia Białystok de la Ekstraklasa polaca.

## Selección nacional
El 24 de septiembre de 2022 debutó con la selección sub-21 de Portugal, jugando la segunda mitad de un amistoso que acabaría en victoria por 4-1 frente a Georgia.

## Clubes
Actualizado al último partido disputado el 30 de mayo de 2025.
| Club                  | País     | Año       | Partidos | Goles |
| --------------------- | -------- | --------- | -------- | ----- |
| G. D. Estoril Praia   | Portugal | 2020-2024 | 94       | 3     |
| Real Zaragoza         | España   | 2024-2025 | 35       | 0     |
| Jagiellonia Białystok | Polonia  | 2025-act. |          |       |